# گوشواره‌های مادام…
گوش‌واره‌های مادام دو... (انگلیسی: The Earrings of Madame de…) فیلمی در ژانر درام و رمانتیک به کارگردانی مکس افولس است که در سال ۱۹۵۳ منتشر شد. از بازیگران آن می‌توان به شارل بوآیه، دانیل داریو، ویتوریو دسیکا، ژان تولو و روژه ونسان اشاره کرد.